# Codex Pray

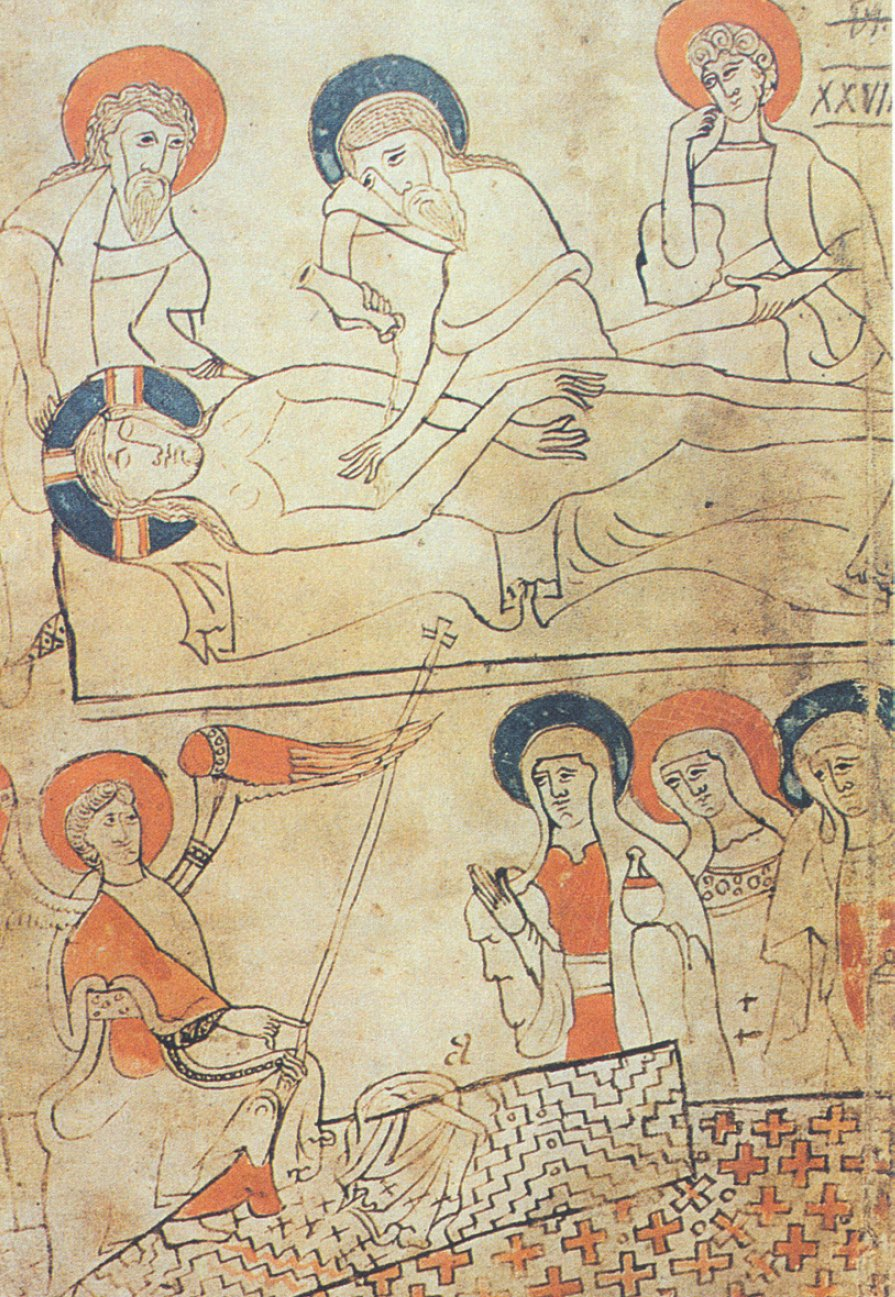
De graflegging van Christus (boven) en drie Maria's bij het graf (onder). De afbeeldingen lijken tegenbewijs te zijn voor de C14-datering van de Lijkwade van Turijn.

De Codex Pray, Pray Codex of het  Pray-manuscript is een verzameling middeleeuwse manuscripten, die bewaard wordt in de Hongaarse Nationale Széchényibibliotheek in Boedapest. De codex is in 1813 genoemd naar György Pray, die de verzameling in 1770 ontdekte. Het betreft het eerste bekende voorbeeld van een doorlopende tekst proza in het Hongaars
Een van de opvallendste documenten in de codex is de Halotti beszéd és könyörgés (Hongaars voor begrafenispreek en -gebed). Het is een oude, handgeschreven Hongaarse tekst gedateerd in 1192 - 1195, de oudste overgebleven Hongaarse en Oeraalse tekst.
De codex bevat ook een missaal, een mysteriespel over Pasen, liederen met genoteerde muziek, wetten uit de tijd van Koloman van Hongarije en annalen die een opsomming geven van de Hongaarse koningen. 
Op een van de vijf illustraties in de codex staat de graflegging van Jezus afgebeeld. Er wordt beweerd dat de afbeelding een opmerkelijke gelijkenis vertoont met de Lijkwade van Turijn. Jezus wordt namelijk geheel naakt afgebeeld met de armen op z'n buik, net als op de Lijkwade. De afgebeelde doek heeft een visgraatpatroon identiek aan het weefpatroon van de Lijkwade. En de vier kleine cirkeltjes aan de onderkant van de afbeelding, die de letter L lijken te vormen, komen tamelijk precies overeen met vier klaarblijkelijke gaten in de Lijkwade, die eveneens een letter L lijken te vormen. De afbeelding in de Codex Pray kan als bewijs dienen dat de Lijkwade al bestond vóór 1260 - 1390, de veronderstelde tijd van de productie van de Lijkwade op grond van de C14-datering in 1988.